# Walter Lord
John Walter Lord Jr, plus connu sous le nom de Walter Lord (8 octobre 1917 - 19 mai 2002), est un auteur et historien américain spécialisé dans l'histoire navale et plus particulièrement l'histoire du RMS Titanic. Son ouvrage à succès, La Nuit du Titanic a été adapté au cinéma sous le titre Atlantique, latitude 41°. Toute sa vie, Lord a rencontré des rescapés du naufrage et a participé à plusieurs projets concernant le navire, dont la réalisation d'un jeu vidéo.
Lord est mort le 19 mai 2002 des suites de la maladie de Parkinson.

## Biographie

### Jeunesse et études
Walter Lord est né à Baltimore. Sa naissance elle-même est très liée aux navires de la classe Olympic puisque c'est à bord de l’Olympic que sa mère accepte d'épouser son père. Sa famille est également profondément attachée à la marine puisque son grand-père, Richard Curzon Hoffman, était président de la Baltimore Steam Packet Company, une compagnie maritime, à la fin du XIXe siècle.
Son père, avocat, meurt alors que Walter n'a que trois ans. Après des études secondaires à Gilman School, il étudie l'histoire à l'université de Princeton où il obtient son diplôme en 1939. Durant la Seconde Guerre mondiale, il doit interrompre ses études qu'il reprend par la suite à l'université Yale.

### Carrière historique
Lord publie en 1954 son premier ouvrage The Freemantle Diary, un ouvrage sur le journal d'un britannique observant la Guerre de Sécession. Son plus grand succès est La Nuit du Titanic (titre original : A Night to Remember) publié l'année suivante. Ce récit documentaire se fonde sur les témoignages d'une soixantaine de rescapés avec lesquels Lord est entré en contact. Sa passion pour le Titanic et son naufrage remonte en effet à son enfance, durant laquelle il avait pu voyager à bord du sister-ship du malheureux paquebot.
L'ouvrage est un tel succès qu'il est adapté au cinéma par le britannique Roy Ward Baker sous le titre Atlantique, latitude 41°. Mettant en scène les acteurs Kenneth More et David McCallum entre autres, il est souvent considéré comme l'un des films les plus rigoureux sur le plan historique concernant le naufrage. En 1986, Lord publie un autre ouvrage sur le sujet, The Night Lives on.
Il écrit également sur d'autres sujets, très liés à l'histoire maritime et militaire. Ainsi paraît en 1957 Day of Infamy consacré à Pearl Harbor et en 1963 un ouvrage sur le fort Alamo. Il écrit également sur la bataille de Midway et les expéditions polaires.
Lord participe également à plusieurs projets concernant le Titanic, notamment dans les années 1990. Il officie en effet comme consultant pour la réalisation du film Titanic de James Cameron et du jeu vidéo Titanic : Une aventure hors du temps. Il entretient également une forte correspondance avec un autre historien du Titanic, Ken Marschall.

### Mort
Il reste toute sa vie célibataire et meurt à New York le 19 mai 2002 des suites de la maladie de Parkinson. Walter Lord est enterré au cimetière du Mont Vert à Baltimore.